# Witalij Zacharczenko (zapaśnik)
Witalij Zacharczenko (ur. 10 marca 1982) – kazachski zapaśnik walczący w stylu klasycznym. Zajął 29 miejsce na mistrzostwach świata w 2006. Dziesiąty na igrzyskach azjatyckich w 2006. Zdobył dwa medale na mistrzostwach Azji. Srebrny w 2006 i brązowy w 2005. Piąty w Pucharze Świata w 2005 roku.